# Adam Ditrik von Bülow
Adam Ditrik von Bülow (Sorø, 1 de março de 1840 — São Paulo, 22 de maio de 1923) foi um dos acionistas da Companhia Antarctica Paulista, que foi um dos marcos da modernização no Brasil.

## Biografia
Era filho de uma famlília abastada na Dinamarca e estudou Direito na Faculdade de Direito (Det Juridiske Fakultet; Jura) da Universidade de Copenhague.

### Chegada ao Brasil
Adam veio ao Brasil em 1865 Devido à situação difícil em que a Dinamarca se encontrava após a guerra com a Alemanha, mas principalmente devido à relação difícil com a família em Mørup, que eram religiosos fervorosos. Sem avisar a família, tomou um veleiro rumo a Nova Iorque, mas que teve que mudar sua rota e desembarcou no Rio de Janeiro. De lá, seguiu para Rio Claro onde permaneceu por seis meses com uma família de conhecidos.
Foi para São Paulo em 1867 para trabalhar como professor em uma escola alemã, e em seguida foi trabalhar com uma empresa de importação. Em 1869 foi trabalhar para a companhia de importação e exportação C. Budich & Co. em Santos, tornando-se posteriormente sócio.

### Zerrenner, Bülow & Cia
Em 1873 veio sua grande oportunidade, ao arrematar em um leilão o navio "Giovanni Luigi" juntamente com Antônio Zerrenner. Em 1876 terminaram a reforma do navio e fundaram a Zerrenner, Bülow & Cia, em sociedade paritária. Esta em breve tornou-se uma das mais importantes empresas de importação e exportação de São Paulo, e uma das quatro maiores exportadoras de café de Santos, com sede no Prédio Duplo do Valongo na cidade de Santos, em baixo da câmara de Vereadores.
Em 1889 pôde se naturalizar brasileiro, após uma resolução da recém criada república, que permitiu aos estrangeiros que quisessem trabalhar no Brasil pudessem se naturalizar, o que criou maior confiança em se integrar ao país.
A Zerrenner, Bülow & Cia. atuava principalmente no ramo de exportação de café mas também facilitava a importação de lúpulo, cevada e equipamentos para a Companhia Antarctica Paulista, que enfrentava dificuldades financeiras e não conseguia pagar pelos equipamentos que havia importado.

### Antarctica
Em 1893, na posição principal credora, a Zerrenner, Bülow & Cia. assumiu o controle acionário da Antarctica. Os negócios da empresa começaram a melhorar em 1899 e através da aquisição da cervejaria Bavária e com a construção de novas fábricas, a Antarctica veio a se tornar uma das maiores cervejarias do Brasil.
A libertação dos escravos de 1888 deixou as plantações de café sem mão-de-obra, que foi gradualmente substituída por imigrantes europeus, colocando os fazendeiros em dificuldades financeiras. Desta forma Adam e Zerrenner se tornaram proprietários de cinco fazendas, através da Cia. de São Paulo Cafeeira fundada em 1910. A Fazenda Val de Palmas tinha antes da crise de 1929 4 473 000 pés de café e era considerada a maior fazenda de café do Brasil.
A crise do café teve grande impacto na situação financeira do Brasil, em particular no estado de São Paulo, e também afetou diretamente os negócios cafeeiros da Zerrenner, Bülow & Cia que passou a se focar nos negócios da Antarctica. A Zerrenner, Bülow & Cia. era detentora do controle acionário da Antarctica e detinha toda a distribuição de seus produtos.
Com a morte de Adam e posteriormente de Zerrenner em 1933 e de sua viúva em 1936, a Zerrenner, Bülow & Cia. foi encerrada e o controle da Antarctica se deu através das ações pertencentes à família von Bülow através de uma trading famliar.

## Morte
Adam morreu em 22 de maio de 1923, o velório ocorreu em seu palacete na Avenida Paulista e foi sepultado no Cemitério dos Protestantes, na Consolação.

## Descendentes
Casou-se em 23 de abril de 1879 em Copenhague com Anna Luise Ottilie Schaumann, filha do farmacêutico Gustav Schaumann.
Adam e Anna tiveram seis filhos:  
1. Else Line Nicole, nascida em 15 de fevereiro de 1880 em São Paulo.
2. Engelke Dietrich, nascida em 26 de março de 1881 e que em 9 de dezembro de 1887 morreu afogado em Santos.
3. Gerda Marie, nascida em 30 de janeiro de 1883 em Santos.
4. Carl Adolph, nascido em 29 de maio de 1885 em Copenhaque, Dinamarca.
5. Reimar Hans, nascida em 5 de maio de 1889 em Freiburg, Alemanha.
6. Andrea Gustava, nascida em 24 de janeiro de 1899 em São Paulo.

## Legado

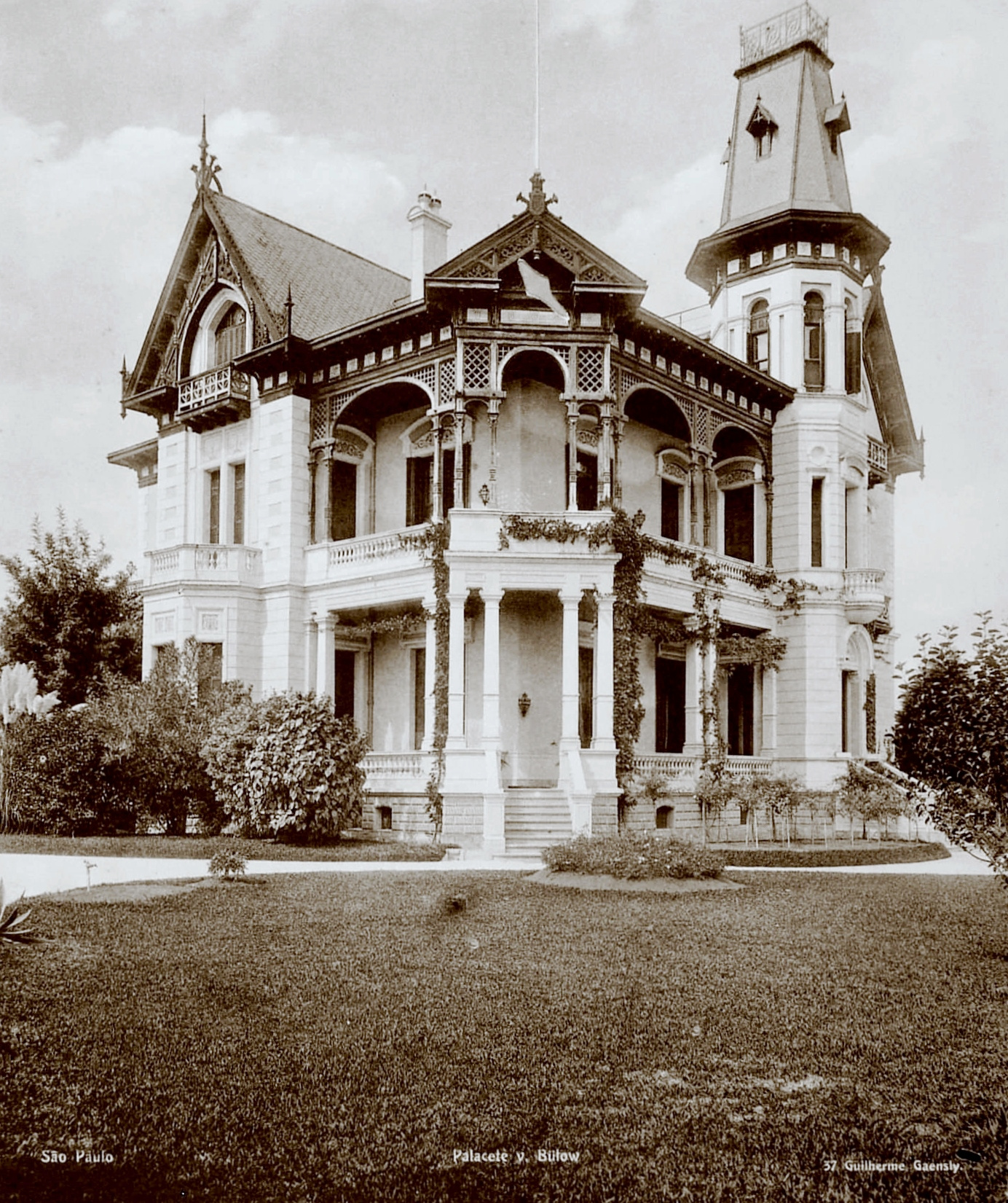
Palacete von Bülow, em postal da década de 1900, da autoria de Guilherme Gaensly.

Adam von Bülow construiu em 1895, de projeto do arquiteto Augusto Fried, o primeiro dos palacetes da avenida Paulista que juntamente com os palacetes da família Matarazzo e do cunhado Henrique Schaumann construídos um ano depois, e muitos outros que vieram em seguida, tornaram a avenida um dos símbolos da cidade de São Paulo. Residiu lá até a sua morte em 1923.
A partir da torre da residência de Von Bülow foram tiradas várias fotografias de Guilherme Gaensly, tanto no rumo da Rua da Consolação como no rumo Paraíso.
A residência foi um ícone da arquitetura da avenida Paulista até ter sido derrubado para dar lugar ao Edifício Pauliceia construído em 1955.
Foi sócio-fundador da Associação Comercial dos Santistas, fundada em 27 de setembro de 1874.
Foi vice-cônsul da Dinamarca em Santos e posteriormente em São Paulo de 1875 a 1922. 
Tornando-se um importante industrial, integrou em 1928 a primeira diretoria do Centro das Indústrias do Estado de São Paulo (CIESP).